# Oral (Kazajistán)
Oral ('ʋoʀalⓘ en kazajo: Орал, en ruso: Уральск, Uralsk, también escrito Ural'sk) es la capital de la provincia de Kazajistán Occidental, al noroeste de Kazajistán. Ubicada cerca de la frontera con Rusia, en la confluencia de los ríos Ural y Chagán, se considera geográficamente europea por encontrarse al oeste del río Ural. Dedicada a la industria y a la agricultura es uno de los principales nudos de comunicaciones entre Europa y Siberia. La etnia predominante es la kazaja (55%), seguida por la rusa (38%).

## Historia
Oral fue fundada en 1613 por los cosacos, fue llamada originalmente Yaitsk (Яицкий городок), por el río Yaik, el nombre del río Ural en aquel momento. Debido a que los cosacos Yaík (los cosacos de los Urales) se pusieron de lado de los insurrectos durante las rebeliones de Stenka Razin y Yemelián Pugachov, la emperatriz Catalina II declaró el 15 de enero de 1775 que el río Yaik en adelante cambiaría a río Ural y Yaitsk sería conocido como Uralsk.
La ciudad fue capturada por Pugachov, y su fortaleza sitiada desde el 30 de diciembre de 1773 al 17 de abril de 1774. Las tropas zaristas al mando del comandante Mantsúrov tomaron la ciudad después de que Golytsin hubiese tomado la ciudad de Oremburgo de las fuerzas rebeldes.
Pushkin visitó la ciudad con su amigo Vladímir Dahl en septiembre de 1833 mientras investigaba para su libro La Historia de Pugachov y su novela La hija del capitán.
La ciudad estuvo bajo asedio impuesto por cosacos durante la guerra civil rusa. Mijaíl Frunze, Vasili Chapáyev y Gueorgui Zhúkov participaron en la defensa. Uralsk pasó a llamarse Oral (nunca se le cambió el nombre oficialmente a Oral, sino que es una traducción kazaja de Uralsk) después de la independencia de Kazajistán en 1991.

## Clima
| Parámetros climáticos promedio de Oral (1991-2020) | Parámetros climáticos promedio de Oral (1991-2020) | Parámetros climáticos promedio de Oral (1991-2020) | Parámetros climáticos promedio de Oral (1991-2020) | Parámetros climáticos promedio de Oral (1991-2020) | Parámetros climáticos promedio de Oral (1991-2020) | Parámetros climáticos promedio de Oral (1991-2020) | Parámetros climáticos promedio de Oral (1991-2020) | Parámetros climáticos promedio de Oral (1991-2020) | Parámetros climáticos promedio de Oral (1991-2020) | Parámetros climáticos promedio de Oral (1991-2020) | Parámetros climáticos promedio de Oral (1991-2020) | Parámetros climáticos promedio de Oral (1991-2020) | Parámetros climáticos promedio de Oral (1991-2020) |
| Mes                                                | Ene.                                               | Feb.                                               | Mar.                                               | Abr.                                               | May.                                               | Jun.                                               | Jul.                                               | Ago.                                               | Sep.                                               | Oct.                                               | Nov.                                               | Dic.                                               | Anual                                              |
| -------------------------------------------------- | -------------------------------------------------- | -------------------------------------------------- | -------------------------------------------------- | -------------------------------------------------- | -------------------------------------------------- | -------------------------------------------------- | -------------------------------------------------- | -------------------------------------------------- | -------------------------------------------------- | -------------------------------------------------- | -------------------------------------------------- | -------------------------------------------------- | -------------------------------------------------- |
| Temp. máx. abs. (°C)                               | 6.6                                                | 6.9                                                | 21.6                                               | 31.1                                               | 37.8                                               | 41.8                                               | 41.6                                               | 42.3                                               | 38.8                                               | 28.0                                               | 18.0                                               | 8.2                                                | 42.3                                               |
| Temp. máx. media (°C)                              | -6.7                                               | -5.9                                               | 1.2                                                | 14.7                                               | 23.2                                               | 28.1                                               | 30.2                                               | 29.0                                               | 21.9                                               | 12.5                                               | 2.1                                                | -4.7                                               | 12.1                                               |
| Temp. media (°C)                                   | -10.4                                              | -10.3                                              | -3.3                                               | 8.3                                                | 16.3                                               | 21.1                                               | 23.2                                               | 21.5                                               | 14.6                                               | 6.7                                                | -1.6                                               | -8.2                                               | 6.5                                                |
| Temp. mín. media (°C)                              | -14.1                                              | -14.5                                              | -7.4                                               | 2.6                                                | 9.3                                                | 13.9                                               | 16.0                                               | 14.2                                               | 8.3                                                | 2.1                                                | -4.7                                               | -11.6                                              | 1.2                                                |
| Temp. mín. abs. (°C)                               | -43.1                                              | -40.5                                              | -35.2                                              | -24.3                                              | -6.8                                               | -1.1                                               | 4.3                                                | 0.4                                                | -7.6                                               | -19.2                                              | -32.6                                              | -39.2                                              | -43.1                                              |
| Precipitación total (mm)                           | 25                                                 | 21                                                 | 25                                                 | 24                                                 | 32                                                 | 32                                                 | 39                                                 | 22                                                 | 27                                                 | 37                                                 | 27                                                 | 27                                                 | 338                                                |
| Nevadas (cm)                                       | 20                                                 | 29                                                 | 23                                                 | 2                                                  | 0                                                  | 0                                                  | 0                                                  | 0                                                  | 0                                                  | 0                                                  | 3                                                  | 10                                                 | 87                                                 |
| Días de lluvias (≥ 1 mm)                           | 5                                                  | 4                                                  | 6                                                  | 9                                                  | 10                                                 | 11                                                 | 10                                                 | 9                                                  | 10                                                 | 12                                                 | 10                                                 | 7                                                  | 103                                                |
| Días de nevadas (≥ 1 mm)                           | 20                                                 | 16                                                 | 10                                                 | 2                                                  | 0.2                                                | 0                                                  | 0                                                  | 0                                                  | 0.1                                                | 3                                                  | 11                                                 | 18                                                 | 80.3                                               |
| Horas de sol                                       | 98                                                 | 138                                                | 167                                                | 245                                                | 311                                                | 330                                                | 343                                                | 323                                                | 267                                                | 196                                                | 105                                                | 75                                                 | 2598                                               |
| Humedad relativa (%)                               | 83                                                 | 81                                                 | 81                                                 | 65                                                 | 55                                                 | 57                                                 | 58                                                 | 57                                                 | 61                                                 | 73                                                 | 83                                                 | 83                                                 | 69.8                                               |
| Fuente n.º 1: Погода и климат                      |                                                    |                                                    |                                                    |                                                    |                                                    |                                                    |                                                    |                                                    |                                                    |                                                    |                                                    |                                                    |                                                    |
| Fuente n.º 2: NOAA (sun only, 1961-1990)           |                                                    |                                                    |                                                    |                                                    |                                                    |                                                    |                                                    |                                                    |                                                    |                                                    |                                                    |                                                    |                                                    |

## Galería

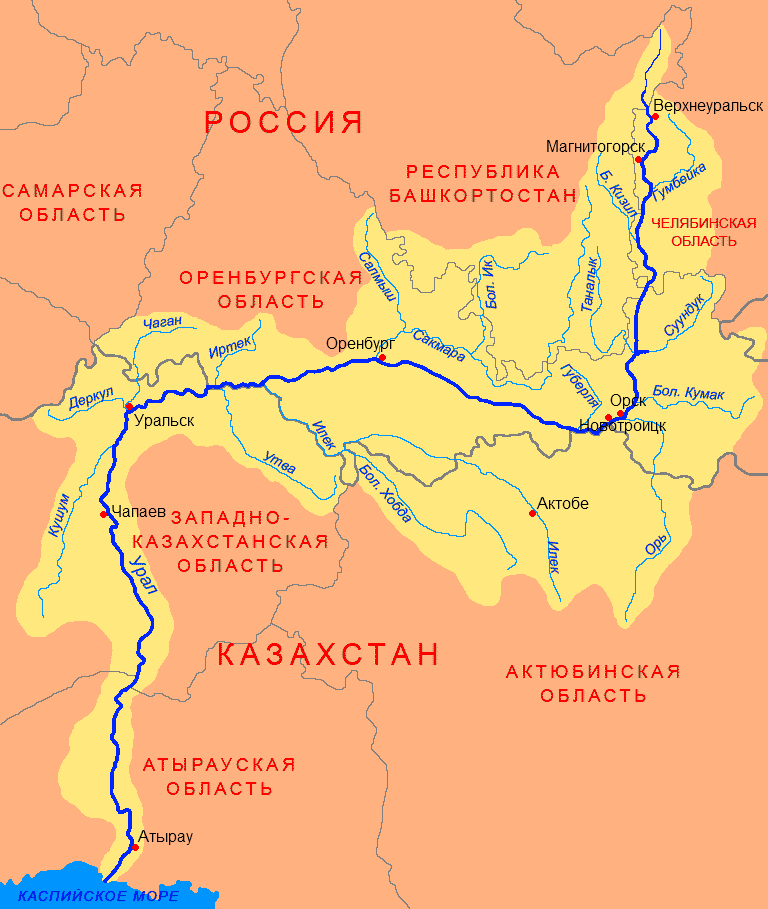
Oral (Уральск) en un mapa del río Ural
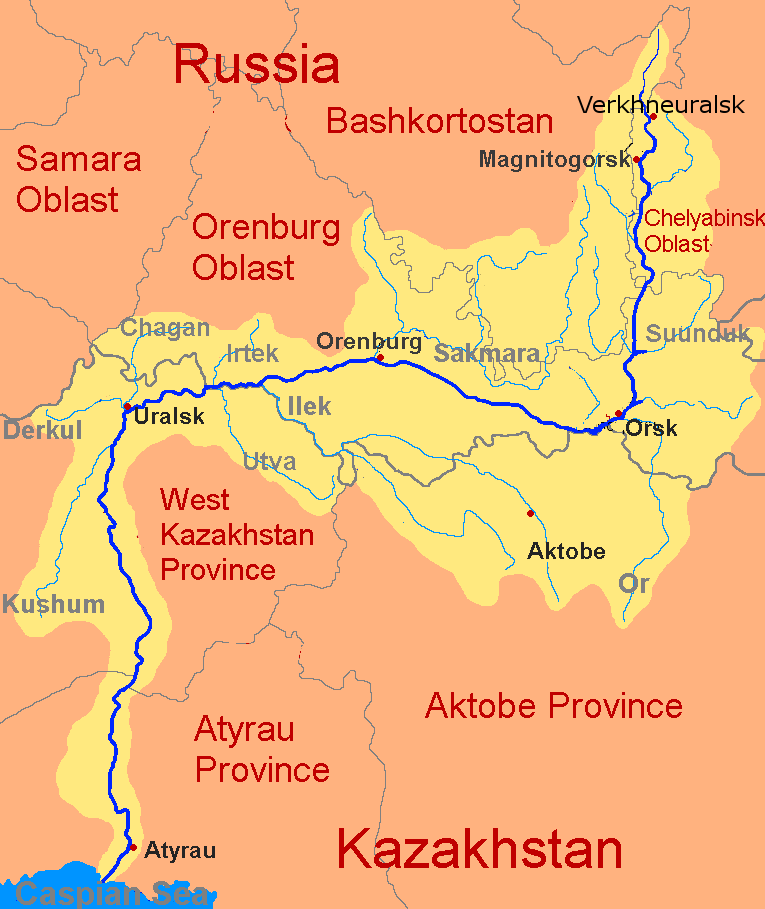
Mismo mapa en inglés
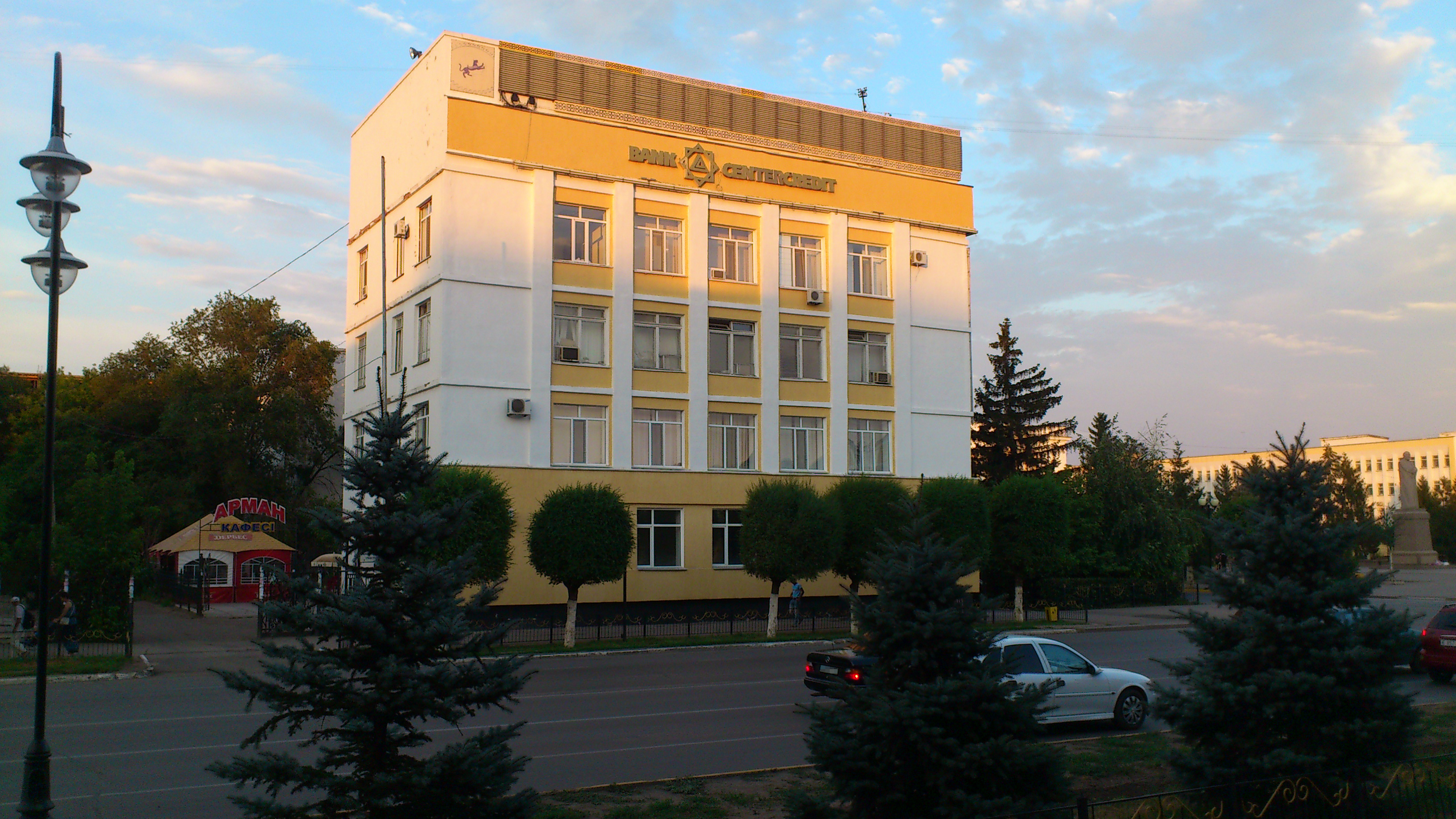
Banco de la ciudad
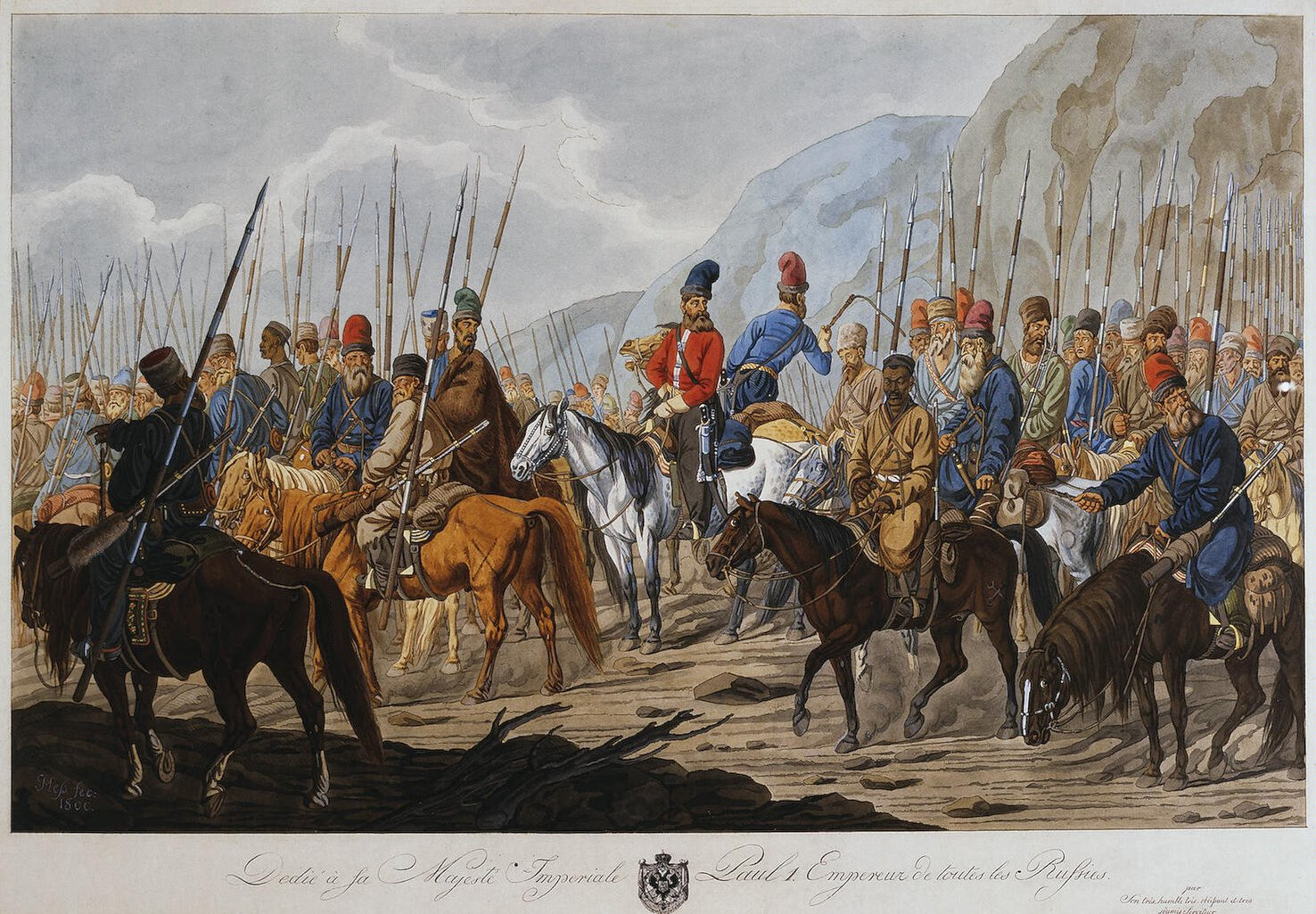

## Ciudades hermanadas
La ciudad de Oral mantiene un hermanamiento con las siguientes localidades:
- Oremburgo - Rusia
- Ploieşti - Rumania